# Chezelles (Indre)
Chezelles – miejscowość i gmina we Francji, w Regionie Centralnym, w departamencie Indre.
Według danych na rok 1990 gminę zamieszkiwały 402 osoby, a gęstość zaludnienia wynosiła 23 osoby/km² (wśród 1842 gmin Regionu Centralnego Chezelles plasuje się na 755. miejscu pod względem liczby ludności, natomiast pod względem powierzchni na miejscu 769.).